# Canta Comigo (Brasil)
Canta Comigo foi um talent show musical brasileiro produzido pela Endemol Shine Brasil e exibido na Record de 18 de julho de 2018 a 30 de junho de 2024. É a versão brasileira do formato original britânico All Together Now. Teve a apresentação de Gugu Liberato em suas duas primeiras temporadas, com direção geral de Marcelo Amiky e direção núcleo de realities de Rodrigo Carelli.
Foi o último programa apresentado por Gugu, que faleceu em 21 de novembro de 2019. Em 2021, Rodrigo Faro foi anunciado como o novo apresentador, ficando até 2024.

## O programa
O programa coloca participantes anônimos em um deslumbrante palco para cantar diante de um time de 100 jurados, composto por profissionais da indústria da música, como cantores, DJs e produtores, todos com opiniões e estilos bem diferentes. À medida em que vão conquistando os jurados com suas performances, os candidatos colocam todos para cantarem juntos, propiciando assim um dos momentos de maior vibração da atração.

## Produção

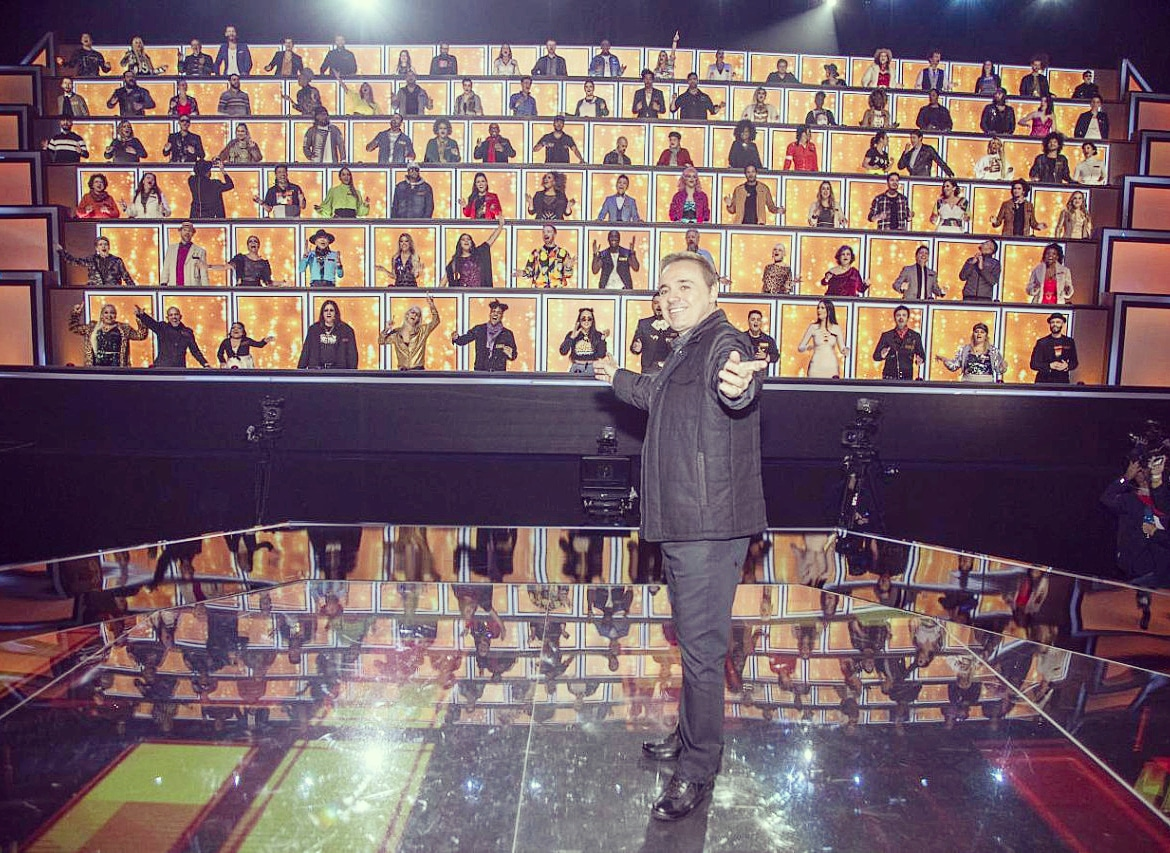
Edição do programa, em outubro de 2019, ainda na apresentação de Gugu Liberato.

Em abril de 2018, a Record confirmou que já comprou o formato estrangeiro para apresentar no segundo semestre do mesmo ano. Com isso, a Record voltou a ter um programa grandioso em que concorrentes mostram as melhores vozes. O último, de patamar internacional, foi Ídolos, de 2008 a 2012.
As inscrições para o programa foram abertas em maio de 2018, um mês após a compra dos direitos pela Record. Em junho, a TV Globo, anunciou que o The Voice seria em julho de 2018, com isso, vários candidatos que já tinham feito inscrição para o reality musical de Gugu alegaram que receberam um ultimato de uma produtora da Globo, o de escolher um ou outro. Em julho de 2018, foi confirmada a 2.ª temporada da atração, prevista para 2019. As inscrições para a segunda temporada foram abertas em 23 de agosto de 2018.
Em 2021 Rodrigo Faro assumiu a apresentação do programa que passaria a ser exibido nas tardes de domingo. Faro ficaria até 2024 na atração, quando deixaria a Record após dezesseis anos consecutivos na emissora. Por conta disso, a Record optou por focar as produções na versão teen.

## Formato
Em cada episódio, uma variedade de cantores sobe ao palco, mas a espera para julgar cada apresentação são os "The 100" - um painel exclusivo de cem especialistas em música e artistas.

## Fases

### Eliminatórias
Em cada um dos primeiros episódios, um determinado número de competidores irão se apresentar. O maior pontuador, ou seja, aquele que conseguir levantar o maior número de jurados do episódio se classifica automaticamente para a semifinal da temporada, enquanto os donos do segundo e do terceiro lugares no ranking de pontuação se enfrentam em um duelo de vozes para decidir quem fica com a segunda vaga na semifinal.

### Repescagem
A fase de repescagem (presente apenas a partir da segunda temporada), consiste em ser uma "segunda chance" dada aos candidatos que não se classificaram na fase eliminatória. Os jurados se reúnem e escolhem um determinado numero de competidores para retornar a competição na repescagem. As regras permanecem as mesmas. O maior pontuador, ou seja, aquele que conseguir levantar o maior número de jurados do episódio se classifica automaticamente para a semifinal da temporada, enquanto os donos do segundo e do terceiro lugares no ranking de pontuação se enfrentam em um duelo de vozes para decidir quem fica com a segunda vaga na semifinal.

### Semifinal
A semifinal do programa é dividida em dois episódios. Em cada um deles, os candidatos qualificados na fase de eliminatórias se reapresentam para os 100 jurados em novas e contagiantes performances. 

### 100 pontos
O candidato que atingir a pontuação máxima e fizer com que os cem jurados se levantem de uma só vez garante uma vaga direto para a grande final. Isso pode acontecer a qualquer momento do programa, seja na fase de eliminatórias, repescagem ou na semifinal

### Final
Na etapa final, os finalistas se apresentam mais uma vez para os jurados. Os três que conseguirem a maior pontuação vão a voto popular, e o público é quem tem a palavra final: o mais votado pela audiência é consagrado o vencedor da temporada, faturando o prêmio de 300 mil reais.

## Jurados
O programa, diferentemente de outros talent shows musicais, traz uma gama de 100 jurados, entre especialistas em música e artistas de todo o país. Eles foram lançados para incluir uma gama diversificada de idades, origens e gêneros, incluindo pop, rock, soul, jazz, musicais e clássicos.

## Temporadas
| Temporada | Temporada | Exibição original      | Exibição original      |
| Temporada | Temporada | Estreia                | Final                  |
| --------- | --------- | ---------------------- | ---------------------- |
|           | 1.ª       | 18 de julho de 2018    | 12 de setembro de 2018 |
|           | 2.ª       | 25 de setembro de 2019 | 4 de dezembro de 2019  |
|           | 3.ª       | 25 de abril de 2021    | 11 de julho de 2021    |
|           | 4.ª       | 10 de abril de 2022    | 26 de junho de 2022    |
|           | 5.ª       | 7 de maio de 2023      | 25 de junho de 2023    |
|           | 6.ª       | 14 de abril de 2024    | 30 de junho de 2024    |

## Sumário
| Temp. | Ano  | Vencedor(a)     | 2.º lugar        | 3.º lugar      | Apresentação  |
| ----- | ---- | --------------- | ---------------- | -------------- | ------------- |
| 1     | 2018 | Débora Pinheiro | Gabriel Camilo   | Naheda Beydoun | Gugu Liberato |
| 2     | 2019 | Franson         | Débora Neves     | Threerapia     | Gugu Liberato |
| 3     | 2021 | Irmãos Braunna  | Angélica Sansone | André Luis     | Rodrigo Faro  |
| 4     | 2022 | Anna Maz        | Lia Lira         | Libna          | Rodrigo Faro  |
| 5     | 2023 | Helleno         | Samuca           | Saulo Soul     | Rodrigo Faro  |
| 6     | 2024 | Tânia Mayra     | Carol Marques    | Tirza Almeida  | Rodrigo Faro  |

## Finalistas (por temporada)
| Temporada | Finalistas         |
| --- | ------------------ |
| 1 | Débora Pinheiro    |
| 1 | Gabriel Camilo     |
| 1 | Naheda Beydoun     |
| 1 | Joab               |
| 1 | Yasmine Mahfuz     |
| 1 | Prih Queiroz       |
| 1 | Vinny Fist         |
| 1 | Jamily             |
| 2 | Franson            |
| 2 | Débora Neves       |
| 2 | Threerapia         |
| 2 | Pedro Mussum       |
| 2 | Camila Reis        |
| 2 | Bruno Vincenzi     |
| 2 | Rodolfo Ribeiro    |
| 2 | Nina Guimarães     |
| 2 | Samya Nalany       |
| 2 | Lucas Fozatti      |
| 2 | Lukas Kim          |
| 3 | Irmãos Braunna     |
| 3 | Angélica Sansone   |
| 3 | André Luis         |
| 3 | Charlie Diéf       |
| 3 | Letícia Soares     |
| 3 | Thaís e Isaque     |
| 3 | Renato Cezar       |
| 3 | Marco Antônio Lara |
| 3 | Nethynha Bardo     |
| 3 | Vanessa Brown      |
| 3 | Nyll               |
| 3 | Maurinho Vai Rolar |
| 3 | Nayara Yumi        |
| 3 | Débora Rodrigues   |
| 4 | Anna Maz           |
| 4 | Lia Lira           |
| 4 | Libna              |
| 4 | Lariene Prata      |
| 4 | Allan Vilches      |
| 4 | Katia Franco       |
| 4 | Zé William         |
| 4 | Debora Sanna       |
| 4 | Angel Sberse       |
| 4 | Tatila Krau        |
| 4 | Javier Montes      |
| 4 | Priscila Gouvêa    |
| 4 | Ariane Villa Lobos |
| 4 | Allira             |
| 4 | Gui Valença        |
| 4 | Nazaré Araújo      |
| 4 | Rudi Hartog        |
| 4 | Ally V             |
| 4 | Jade & Judye       |
| 4 | Alysson Martins    |
| 4 | Bruna Thielle      |
| 4 | Piettro            |
| 5 | Helleno            |
| 5 | Samuca             |
| 5 | Saulo Soul         |
| 5 | Nathy Moraes       |
| 5 | Gerard Macapagal   |
| 5 | Catarina Neves     |
| 5 | Felipe Santos      |
| 5 | Trio Mary's        |
| 5 | Luan Carbonari     |
| 5 | Thielly Lohane     |
| 5 | Fillipe Dom        |
| 5 | Marcela Martins    |
| 5 | Danilo             |
| 5 | Ariane Wink        |
| 5 | Elriel             |
| 6 | Tânia Mayra        |
| 6 | Carol Marques      |
| 6 | Tirza Almeida      |
| 6 | Vanessa Novato     |
| 6 | Gaby Olliver       |
| 6 | Alison Viana       |
| 6 | Adjotta            |
| 6 | Luan Richard       |
| 6 | Paula Magh         |
| 6 | Welisson Galvão    |
| 6 | Exther             |
| 6 | Sayô               |
| 6 | Thuany Schnaider   |
| O participante vencedor está em negrito, os participantes que chegaram à final em itálico e os demais separados por ordem de eliminação. |                    |

## Audiência
Os dados são providos pelo IBOPE e se referem ao público da Grande São Paulo.
| Temporada | Horário             | Estreia                | Estreia | Final                  | Final  | Média geral (em pontos) |
| Temporada | Horário             | Data                   | Pontos  | Data                   | Pontos | Média geral (em pontos) |
| --------- | ------------------- | ---------------------- | ------- | ---------------------- | ------ | ----------------------- |
| 1ª        | Quarta-feira, 22h45 | 18 de julho de 2018    | 8.2     | 12 de setembro de 2018 | 7.4    | 7.5                     |
| 2ª        | Quarta-feira, 22h45 | 25 de setembro de 2019 | 6.4     | 4 de dezembro de 2019  | 9.0    | 6.1                     |
| 3ª        | Domingo, 18h00      | 25 de abril de 2021    | 7.1     | 11 de julho de 2021    | 8.0    | 7.5                     |
| 4ª        | Domingo, 18h00      | 9 de abril de 2022     | 6.4     | 26 de junho de 2022    | 8.8    | 7.0                     |
| 5ª        | Domingo, 18h00      | 7 de maio de 2023      | 6.5     | 25 de junho de 2023    | 7.2    | 6.4                     |
| 6ª        | Domingo, 18h00      | 14 de abril de 2024    | 6.5     | 30 de junho de 2024    | 6.5    | 5.4                     |

- Em 2018, cada ponto representa 71,8 mil domicílios ou 201,1 mil pessoas na Grande São Paulo.
- Em 2019, cada ponto representa 73 mil domicílios ou 200,7 mil pessoas na Grande São Paulo.
- Em 2021, cada ponto representar 76.577 domicílios ou 205.377 pessoas na Grande São Paulo.

## Prêmios e indicações
| Ano  | Prêmio             | Categoria                                     | Indicação    | Resultado | Ref.   |
| ---- | ------------------ | --------------------------------------------- | ------------ | --------- | ------ |
| 2020 | Emmy Internacional | Melhor Programa de Entretenimento sem Roteiro | Canta Comigo | Indicado  | [ 23 ] |

## Especiais de Fim de Ano

### Canta Comigo Especial(2018)
Em 2018, houve um especial de fim de ano do Canta Comigo com funcionários da emissora, desde estagiários até atores e apresentadores. O corpo de jurados também foi formado por artistas que eram contratados ou já passaram pela emissora, além de cantores e jornalistas das afiliadas de diversos estados. O vencedor foi escolhido pelo público e levou R$ 65 mil.
Jurados
- Xuxa - Apresentadora
- Fábio Porchat - Humorista
- Sabrina Sato - Apresentadora
- Rodrigo Faro - Apresentador
- Marcos Mion - Apresentador
- Ticiane Pinheiro - Apresentadora
- César Filho - Jornalista
- Luiz Bacci - Jornalista
- Geraldo Luís - Apresentador
- Sonia Abrão - Apresentadora
- Catia Fonseca - Apresentadora
- Reinaldo Gottino - Jornalista
- Renata Alves - Jornalista
- Fabíola Reipert - Jornalista
- Denise Del Vecchio - Atriz
- Luiza Tomé - Atriz
- Igor Rickli - Ator
- Fabíola Gadelha - Jornalista
- Tico Santa Cruz - Cantor
- Sidney Sampaio - Ator
- Manuela do Monte - Atriz
- Emilio Orciollo Netto - Ator
- Graziella Schmitt - Atriz
- Joanna Maranhão - Nadadora
- Rodrigo Capella - Humorista
- Bola - Humorista
- Marcelo Zangrandi - Humorista
- André Di Mauro - Ator
- Ana Paula Tabalipa - Atriz
- Zé Carlos Machado - Ator
- Mônica Carvalho - Atriz
- Babi Xavier - Atriz
- Sacha Bali - Ator
- Yudi Tamashiro - Apresentador
- Chiquinho - Apresentador
- Amin Khader - Jornalista
- Ronaldo Ésper - Estilista
- Tino Júnior - Apresentador
- Vera Viel - Apresentadora
- Vinícius Vieira - Humorista
- Gustavo Sarti - Consultor de moda
- Raissa Santana - Miss Brasil
- Natália Guimarães - Apresentadora
- Maria Cândida - Jornalista
- Marlon - Cantor
- Maurício Manieri - Cantor
- Mionzinho - Humorista
- Junno Andrade - Ator
- Dani Moreno - Atriz
- Diego Cristo - Ator
- Douglas Sampaio - Ator
- Laura Keller - Atriz
- Nahim - Cantor
- Rita Cadillac - Cantora
- Nâni Venâncio - Apresentadora
- Ana Paula Minerato - Modelo
- Gabriela França - Repórter
- Alexandre Furtado - Apresentador
- Ana Paula Torquetti - Apresentadora
- André Haar - Apresentador
- Bianca Naves - Nutricionista
- Bruno Peruka - Jornalista
- Carla Prata - Dançarina
- Cayo Felipe - Produtor musical
- Clayton Pascarelli - Apresentador
- Dalton Rangel - Chef de cozinha
- Débora Pinheiro - Cantora e vencedora da 1ª temporada
- Dr. Antonio Sproesser - Médico
- Fernanda Chamma - Coreógrafa
- Fernando Fully - Apresentador
- Fernando Barra - Apresentador
- Gaída Dias - Apresentadora
- Graça Cunha - Atriz
- Guilherme Rivaroli - Apresentador
- Henrique Chaves - Apresentador
- Humberto Ascencio - Repórter
- Jair Duprá - Apresentador
- Jaqueline Cruz - Apresentadora
- Jéssica Smetak - Apresentadora
- Jorge Sousa - Produtor de eventos
- Kuky - Músico
- Liége Müller - Atriz
- Lilliany Nascimento - Jornalista
- Lorena Bueri - Modelo
- Luana Najara - Apresentadora
- Marcus Pimenta - Apresentador
- Maria Carolina Paz - Repórter
- Marquinhos Anão - Repórter
- Oloares Ferreira - Apresentador
- Rafael Machado - Repórter
- Raphael Polito - Apresentador
- Raphael Sander - Ator
- Robson Bailarino - Humorista
- Rodrigo Nascimento - Apresentador
- Rodrigo Pagliani - Apresentador
- Rodrigo dos Anjos - Apresentador
- Tati Minerato - Passista
- Thais Carla - Dançarina
- Tom Bueno - Repórter
- Valeska Reis - Rainha de bateria
- Wilson Junior - Apresentador

Apresentações
| #                           | Competidor                                            | Canção                                               | Pontos                     | Resultado                                 |
| Primeira rodada – Audições  | Primeira rodada – Audições                            | Primeira rodada – Audições                           | Primeira rodada – Audições | Primeira rodada – Audições                |
| --------------------------- | ----------------------------------------------------- | ---------------------------------------------------- | -------------------------- | ----------------------------------------- |
| 1                           | Marquinhos Souza Assistente de palco do Balanço Geral | "Dormi na Praça" (Bruno & Marrone)                   | 81                         | 1.º lugar – Eliminado por Lucinha Lins    |
| 2                           | Mylena Ciribelli Jornalista                           | "Bem que se Quis" (Marisa Monte)                     | 79                         | 2.º lugar – Eliminada por Tiago Mendes    |
| 3                           | Thalia Lima Estagiária de jornalismo                  | "O Sol" (Vitor Kley)                                 | 73                         | 3.º lugar – Eliminada por Naiandra Amorim |
| 4                           | Rodrigo Andrade Ator                                  | "Amor da Sua Cama" (Felipe Araújo)                   | 53                         | Eliminado                                 |
| 5                           | Naiandra Amorim Jornalista da TV A Crítica            | "Você não Me Ensinou a Te Esquecer" (Caetano Veloso) | 100                        | Finalista                                 |
| 6                           | Tiago Mendes Programador da RecordTV Rio              | "Gostava Tanto de Você" (Tim Maia)                   | 99                         | Finalista                                 |
| 7                           | Lucinha Lins Atriz                                    | "Folhetim" (Gal Costa)                               | 100                        | Finalista                                 |
| 8                           | Paulo Vieira Humorista do Programa do Porchat         | "Lua de Cristal" (Xuxa)                              | 67                         | Eliminado                                 |
| 9                           | Priscilla Freire Apresentadora da TV Tropical         | "Can't Take My Eyes Off You" (Frankie Valli)         | 79                         | Eliminada                                 |
| 10                          | Solange Cruz Diretora-executiva de dramaturgia        | "La Vie en Rose" (Édith Piaf)                        | 78                         | Eliminada                                 |
| 11                          | Bruna Pazinato Atriz                                  | "Regime Fechado" (Simone & Simaria)                  | 74                         | Eliminada                                 |
| Segunda rodada – Finalistas |                                                       |                                                      |                            |                                           |
| 1                           | Lucinha Lins                                          | "Tudo Bem" (Lulu Santos)                             | 100                        | Finalista                                 |
| 2                           | Naiandra Amorim                                       | "Just the Way You Are" (Bruno Mars)                  | 100                        | Finalista                                 |
| 3                           | Tiago Mendes                                          | "Fora da Lei" (Ed Motta)                             | 100                        | Vencedor                                  |

### Canta Comigo Especial: All-Stars(2020)
Com apresentação de Xuxa Meneguel, o Canta Comigo Especial All-Stars reúne um time estrelado de vencedores de competições musicais para disputarem no palco.